# Protorhopala
Protorhopala – rodzaj chrząszczy z rodziny kózkowatych i podrodziny zgrzypikowych. 

## Zasięg występowania
Przedstawiciele tego rodzaju występują na Madagaskarze.

## Systematyka
Do Protorhopala należą 3 gatunki:
- Protorhopala elegans
- Protorhopala picta
- Protorhopala sexnotata